# Annamária Járdos Lángné
Annamária Járdos Lángné, född ?, död Cluj, 24 augusti 1806, var en ungersk skådespelare. 
Hon var 1792-93 engagerad vid det första professionella ungerskspråkiga teatersällskapet i Budapest. Hon fortsatte sin karriär i Cluj-Napoca från 1793, och uppträdde sedan i Debrecen, Nagyvárad och Marosvásárhely. Från 1798 var hon gift med skådespelaren János Ádám Láng. 
Hennes roller bestod mest av unga, lidande hjältinnor i tragedier. Hon spelade Ophelia (Sh.–Schröder: Hamlet); Lujza (Schiller: Armány och kärlek); Alzir (Voltaire); Eulália (Kotzebue: Människohat och ånger); Julianna Macskási (A. Dugonics: De gyllene kringlorna); och Ignez de Castro (Soden).